# Іст-Сандвіч (Массачусетс)
Іст-Сандвіч (англ. East Sandwich) — переписна місцевість (CDP) в США, в окрузі Барнстебел штату Массачусетс. Населення — 3669 осіб (2020).

## Географія
Іст-Сандвіч розташований за координатами 41°44′3″ пн. ш. 70°25′50″ зх. д. / 41.73417° пн. ш. 70.43056° зх. д. (41.734214, -70.430683).  За даними Бюро перепису населення США в 2010 році переписна місцевість мала площу 19,60 км², з яких 19,27 км² — суходіл та 0,33 км² — водойми.

## Демографія
Згідно з переписом 2010 року, у переписній місцевості мешкало 3940 осіб у 1496 домогосподарствах у складі 1120 родин. Густота населення становила 201 особа/км².  Було 2124 помешкання (108/км²).
Расовий склад населення:
| - 97,9 % — білих - 0,7 % — азіатів - 0,2 % — чорних або афроамериканців - 0,1 % — корінних американців |

До двох чи більше рас належало 0,9 %. Частка іспаномовних становила 1,1 % від усіх жителів.
За віковим діапазоном населення розподілялося таким чином: 21,6 % — особи молодші 18 років, 58,3 % — особи у віці 18—64 років, 20,1 % — особи у віці 65 років та старші. Медіана віку мешканця становила 48,4 року. На 100 осіб жіночої статі у переписній місцевості припадало 96,1 чоловіків;  на 100 жінок у віці від 18 років та старших — 91,9 чоловіків також старших 18 років.
Середній дохід на одне домашнє господарство  становив 107 050 доларів США (медіана — 94 333), а середній дохід на одну сім'ю — 117 229 доларів (медіана — 98 750). Медіана доходів становила 77 167 доларів для чоловіків та 51 795 доларів для жінок. За межею бідності перебувало 5,3 % осіб, у тому числі 7,6 % дітей у віці до 18 років та 7,5 % осіб у віці 65 років та старших.
Цивільне працевлаштоване населення становило 1708 осіб. Основні галузі зайнятості: освіта, охорона здоров'я та соціальна допомога — 34,8 %, роздрібна торгівля — 10,1 %, науковці, спеціалісти, менеджери — 8,7 %, публічна адміністрація — 7,3 %.